# World Championship Tennis Finals 1978
World Championship Tennis Finals 1978 byl osmý ročník tenisového turnaje WCT Finals, pořádaný jako jedna z osmi událostí World Championship Tennis hraných premiérově v rámci okruhu Grand Prix. Začalo tak čtyřleté období, kdy byly turnaje WCT začleněny do série Grand Prix organizované Mezinárodní tenisovou federací. Daný ročník probíhal mezi 9. až 14. květnem na koberci dallaské haly Moody Coliseum.
Na turnaj s rozpočtem 200 000 dolarů se kvalifikovalo osm tenistů. Američan Vitas Gerulaitis proměnil svou jedinou finálovou účast v historii turnaje v titul, když ve finále zdolal krajana Eddieho Dibbse hladce ve třech setech. Připsal si tak třetí titul probíhající sezóny a celkově osmnáctý v kariéře.

## Finále

### Mužská dvouhra
- Vitas Gerulaitis vs.  Eddie Dibbs 6–3, 6–2, 6–1